# Municipio de Santa Ana (Oaxaca)
El municipio de Santa Ana es uno de los 570 municipios del estado mexicano de Oaxaca. Su cabecera es la localidad de Santa Ana.

## Geografía
El municipio de Santa Ana colinda al norte con el municipio de San Simón Almolongas, al este con el municipio de Santa Cruz Xitla, al sur con el municipio de Miahuatlán de Porfirio Díaz, y al oeste con el municipio de San Vicente Coatlán.

## Gobierno
El municipio de Santa Ana se rige mediante el sistema de usos y costumbres.
| Presidente municipal            | Periodo   |
| ------------------------------- | --------- |
| Remigio Franco Pacheco          | 1999-2001 |
| Remigio Franco Pacheco          | 2002-2004 |
| Marciano Cruz                   | 2005-2007 |
| Lucio Martínez Santiago         | 2008-2010 |
| Fortunato Alberto Loaeza Nieves | 2011-2013 |
| Miguel Ángel Maya Santiago      | 2013-2016 |
| Silverio Rosario Mijangos       | 2023-2025 |